# We Three Kings of Orient Are
We Three Kings of Orient Are o semplicemente We Three Kings– conosciuto anche come Three Kings of Orient (titolo originale) o The Quest of the Magi (letteralmente "La ricerca dei Magi") –  è un famoso canto natalizio scritto intorno al 1857.
  dal reverendo John Henry Hopkins Jr. (1820-1891), autore sia delle parole che della musica, e pubblicato per la prima volta nel 1863.

## Storia
Il brano venne scritto originariamente per uno spettacolo teatrale - pare intorno al 1857 - dal reverendo John Henry Hopkins Jr. mentre era insegnante di musica religiosa al General Theological Seminary di New York City.
Il canto fu subito un successo nella cerchia familiare e delle conoscenze del reverendo.
La prima pubblicazione del brano risale tuttavia solamente al 1863 , quando venne incluso - con il titolo di Three Kings of Orient - nella raccolta curata dallo stesso Hopkins Carols, Hymns and Songs, raccolta edita a New York e che conteneva altre 4 canzoni natalizie, ovvero The Shepherds of Bethlehem, The Angel Chorus, Evergreen, Holly And Laurel e The Christmas Tree (meglio nota come Gather Around the Christmas Tree).
In seguito, venne pubblicato - sempre con il titolo di Three Kings of Orient - anche 1865 in una versione illustrata della raccolta.

## Testo
Il brano parla dell'episodio dell'adorazione dei Magi (Vangelo di Matteo, 2, 1 - 12), definiti "tre re (secondo una concezione che si fa risalire al teologo Tertulliano, vissuto nel II secolo) provenienti da Oriente".
Il testo, che si compone di 5 strofe (di 4 versi ciascuna) si presenta come un discorso fatto dagli stessi Re Magi: inizialmente descrivono il loro viaggio verso Betlemme, dove sono stati guidati dalla stella cometa (definita nel testo star of wonder e star of night; poi, ognuno di loro parla del proprio regalo offerto a Gesù (oro da Gaspare, incenso da Melchiorre e mirra da Baldassarre).

Varianti si possono avere soprattutto nei due versi finali:
3 Re Magi: 

We three kings of Orient are

Bearing gifts, we traverse afar. 

Field and fountain, moor and mountain, 

Following yonder star. 
 Ritornello 

O Star of Wonder, Star of Night, 

Star with Royal Beauty bright, 

Westward leading, Still proceeding, 

Guide us to Thy perfect Light. 
Gaspare: 

Born a King/a boy on Bethlehem plain, 

Gold I bring/we bring to crown Him again, 

King forever, 

Ceasing never

Over us all to reign. 
Ritornello
Melchiorre: 

Frankincense to offer have I; 

Incense owns a Deity nigh: 

Prayer and praising

All men/voices raising, 

Worship Him/Worshiping God on high. 
Ritornello
Baldassarre: 

Myrrh is mine; its bitter perfume; 

Breathes a life of gathering gloom: —

Sorrowing, sighing, 

Bleeding, dying, 

Sealed in the stone-cold tomb. 
Ritornello
3 Re Magi: 

Glorious now behold Him arise/rise, 

King and God and sacrifice. 

Heav'n sings 

Halleluia;/Alleluia, Alleluia/Heaven sings 'Alleluia';/'Hallelujah! Hallelujah!'/Heav'n singing Halleluia; 

Hallelujah the earth replies./Sounds through the earth and skies./'Alleluia' the earth replies./Heaven and earth replies./ Joyous the earth replies. 
Ritornello 

## Versioni discografiche
Il brano è stato inciso da numerosi cantanti e gruppi musicali. Tra questi, figurano, in ordine alfabetico:
- Aly & AJ  (nell'album  Acoustic Hearts of Winter  del 2006)
- Andrew Parrott e i Taverner Consort
- Arthur Lyman
- Athan Maroulis
- Blackhawk
- Blackmore's Night (Beyond the Sunset: The Romantic Collection)[7]
- Blondie (2009)
- Bradley Joseph  ( Classic Christmas , 2008)
- Bronn Journey
- Bryan Lubeck
- Burl Ives ( Christmas at the White House , 1972)
- Celtic Woman (nell'album Home for Christmas del 2012)
- Chris Burton Jácome
- Crash Test Dummies (nell'album Jingle All the Way del 2002)
- Cumberland Gap Reunion
- Dan Desantis
- Dave Stryker
- Deanna K
- Duffy King
- Eban Schletter
- Ella Fitzgerald  ( Ella Fitzgerald's Christmas , 1967)
- Erik Darken ( Our Christmas Present 2008 )
- Gary Jess
- George Sawyn
- George Strait
- Gerry Smoot
- Harry Connick Jr.  (  What a Night! A Christmas Album , 2008)
- Jack Jazzro
- James Earl Jones
- Janet Rees
- Jed Distler
- Jennifer Avalon
- Jethro Tull (nell'album The Jethro Tull Christmas Album, in una versione strumentale)
- Jim Crew
- Jim Cullum Jazz Band
- John Darnall
- John Keawe
- John Rutter
- Jonas Brothers
- Joy Circuit
- Joyfull Strings
- JTTOU ( Jttou Christmas , 2007)
- K.O.E.
- Kamelot
- Kayte Strong
- Kevin B. Selby
- Kids' Praise! Company
- Kidzup
- Lee Spears
- Lolly Cross  ( Christmas Carols , 2006)
- London Philharmonic Orchestra
- London Symphony Orchestra
- Londonderry Singers  ( Christmas Carols , 1995)
- Mahalia Jackson
- Manhattan Steamroller
- Manhattan Strings
- Marcus Johnson
- Martin Neary e il coro dell'Abbazia di Westminster
- Mary Z. Cox
- MFQ (MFQ Christmas, 1991)
- Michael Janicke
- Michael W. Smith
- Mike Strickland
- Neal Davis (1998;  Neal Davis Christmas , 2006)
- Odds  (1991 e 2000)
- Patti Smith
- Paul Curreri
- Percy Faith  ( Music of Christmas , 1954)
- Phil Keaggy
- Phil Manzanera
- Rebecca Kilgore
- Reverend Horton Heat  (nell'album  We Three Kings )
- Richard Stoltzman ( Hark! , 1992)
- Rick Sparks
- Rob Halford  ( Halford III - A Winter Album )
- Robert Irving III
- Sammy Kershaw
- Smithfield Fair
- Smoke Mountain Band
- Songtime Kids
- St. Paul's Cathedral Choir
- Steve Luciano
- Steve Ouimette (versione strumentale per il videogioco Guitar Hero III: Legends of Rock)
- Sufjan Stevens
- Symphonette Society (nell'album  We Three Kings  del 1997)
- The Barenacked Ladies & Sarah McLachlan  ( Barenaked for the Holidays , 2004)
- The Beach Boys
- The Country Choral
- The Country Gentlemen
- The Dingees
- The Irish Rovers
- The Irish Tenors (nell'album  We Three Kings )
- The Kingston Comets
- The Mainstream Jazztet  ( Christmas with the Mainstream Jazztet , 2007)
- The Roches (nell'album   We Three Kings  del 1990)
- The Strobes
- Tino Izzo
- Toby Keith  ( A Classic Christmas , 2007)
- Tony Sandate
- Tori Amos
- Tunafish Jones Trio (nell'album  We Three Kings  del 2008)
- Van Craven
- Vince Madison
- Wendy Lynn Stevens